# Східні міомбові рідколісся
Східні міомбові рідколісся (ідентифікатор WWF: AT0719) — афротропічний екорегіон тропічних та субтропічних луків, саван і чагарників, розташований в Південній та Східній Африці.

## Географія
Екорегіон східних міомбових рідколісь охоплює внутрішні райони Південно-Східної Танзанії та Північного Мозамбіку, а також деякі райони на південному сході Малаві. На захід від регіону, за озером Ньяса, поширені міомбові рідколісся Центральної Замбезії. На півночі екорегіон переходить у південні акацієво-комміфорові чагарники та хащі, на сході — у північносуахільські та південносуахільські прибережні ліси та рідколісся, а на півдні — у мопанові рідколісся Замбезії.
На відміну від інших міомбових екорегіонів, цей регіон лежить переважно в низовинах, а його висота коливається від 200 м над рівнем моря на сході до 800—900 м над рівнем моря на заході. Рельєф регіону представлений рівнинами, по яким розкидані пологі пагорби. Із заходу на схід екорегіон перетинають кілька річок, які впадають в Індійський океан, зокрема Руфіджі, Рувума та Луріо. По всьому регіону зустрічаються мілководні, порослі травою та осокою водно-болотні угіддя дамбо. На півночі Мозамбіку поширені інзельберги, які виразно підіймаються над навколишіми саванами. З геологічної точки зору основу екорегіону складають метаморфізовані верхньодокембрійські сланці та гнейси з вкрапленнями інтрузивних гранітів. Ґрунти, як правило, добре дреновані, сильно вилуговані та бідні на поживні речовини, мають тенденцію до окислення. В південних та центральних частинах регіону поширені оксісолі та альфісолі, а на півночі — червоноземи. Через бідність ґрунтів, які обмежують сільськогосподарський потенціал, а також через широку присутність мухи цеце (Glossina), густота населення в екорегіоні є низькою.

## Клімат
В межах екорегіону переважає саванний клімат (Aw за класифікацією кліматів Кеппена). Влітку, з листопада по березень, триває сезон дощів, після чого розпочинається інтенсивний сухий зимовий сезон, який може тривати до 6 місяців. Середньорічна кількість опадів коливається від 800 до 1200 мм, на заході екорегіону іноді до 1400 мм. Середня максимальна температура коливається від 21 до 30 °C, залежно від висоти, причому найбільш високі температури спостерігаються в низинних районах. Середня мінімальна температура коливається від 15 до 21 °C.

## Флора
Основними рослинними угрупованнями екорегіону є міомбові рідколісся, які перемежовуються луками та водно-болотними угіддями. Міомбо відрізняються від інших саван, рідколісь та лісів Африки домінуванням в них дерев з підродини цезальпінієвих (Caesalpinioideae), зокрема різних видів брахістегій (Brachystegia spp.), жюльбернардій (Julbernardia spp.) та ізоберліній (Isoberlinia spp.), які рідко зустрічаються поза межами міомбо.
Основу міомбових рідколісь екорегіону складають зеброві дерева (Brachystegia spiciformis), брахістегії Бьома (Brachystegia boehmii), брахістегії Аллена (Brachystegia allenii) та дерева мнондо (Julbernardia globiflora). У більш вологих частинах регіону в міомбо переважають пишноцвіті брахістегії (Brachystegia floribunda), голі брахістегії (Brachystegia glaberrima), тисолисті брахістегії (Brachystegia taxifolia), брахістегії Вангерме (Brachystegia wangermeeana), великохвості маркешії (Marquesia macroura), дерева мнондо (Julbernardia globiflora), дерева мухеса (Julbernardia paniculata) та ангольські ізоберлінії (Isoberlinia angolensis). Дерева в міомбових рідколіссях регіону зазвичай мають висоту 15—20 м. Більшість з них скидає листя під час тривалого сухого сезону, хоча близько 9 % дерев є вічнозеленими. В підліску переважають чагарники і трави. Вздовж річок регіону зустрічаються листяні галерейні ліси, а в скелястих місцевостях — сухі ліси та хащі.
Важливим екологічним фактором, який впливає на міомбові рідколісся, є пожежі. Значна сезонність опадів призводить до того, що дерева залишаються сухими протягом кількох місяців у році, а грози на початку сезону дощів можуть легко запалити рослинність. Крім того, що савани регіону від природи вразливі до пожеж, протягом тисячоліть люди навмисно підпалювали їх з метою полювання або розчистки землі під поля та пасовища.

## Фауна
Незважаючи на низьку кількість опадів та відносно бідні на поживні речовини ґрунти, міомбові рідколісся екорегіону є домом для багатьох великих ссавців. Серед них слід відзначити саванного слона (Loxodonta africana), південну жирафу (Giraffa giraffa), звичайного бегемота (Hippopotamus amphibius), чорного носорога (Diceros bicornis) звичайну канну (Taurotragus oryx) та смаглявого коба (Kobus ellipsiprymnus). Багато антилоп, поширених в екорегіоні, віддають перевагу не міомбо, а іншим природним середовищам, зокрема водно-болотним угіддям та місцевостям поблизу інзельбергів. Так, чорні шаблероги (Hippotragus niger) зустрічаються в міомбо під час сезону дощів з жовтня по травень, однак під час сезону посухи переміщуються ближче до води. Африканські буйволи (Syncerus caffer caffer), великі куду (Tragelaphus strepsiceros) та зебри Кроше (Equus quagga crawshayi) віддають перевагу місцевостям поблизу постійних водойм. Блакитні гну (Connochaetes taurinus) здебільшого зустрічаються на низькотравних ділянках поблизу річок та озер, тоді як звичайні редунки (Redunca redunca) та орібі (Ourebia ourebia) віддають перевагу нестабільним лукам, які утворюються внаслідок повеней, пожеж або посухи. Північні стенбоки (Raphicerus sharpei) зустрічаються в невисоких та вторинних заростях поблизу скелястих відслонень, а великі редунки (Redunca arundinum) — на порослих травою галявинах міомбо. Серед дрібних антилоп, що зустрічаються в регіоні, слід відзначити північного бушбока (Tragelaphus scriptus), блакитного дуїкера (Philantomba monticola) та імпалу (Aepyceros melampus).
Серед великих хижих ссавців, поширених у регіоні, слід відзначити левів (Panthera leo), африканських леопардів (Panthera pardus pardus), південноафриканських гепардів (Acinonyx jubatus jubatus), плямистих гієн (Crocuta crocuta), смугастих шакалів (Lupulella adusta) та рідкісних гієнових собак (Lycaon pictus), найбільша популяція яких мешкає в цьому регіоні. Серед більш дрібних хижаків слід відзначити звичайних каракалів (Caracal caracal), сервалів (Leptailurus serval), ангольських генет (Genetta angolensis), сірих мангустів (Paracynictis selousi) та пухнастохвостих мангустів (Bdeogale crassicauda).
Орнітофауна екорегіону вирізняється високим різноманіттям. Лише в заповіднику Селус зареєстровано понад 450 видів птахів. Серед птахів, поширених в міомбових рідколіссях Центральної Замбезії, слід відзначити мозамбіцького сичика-горобця (Glaucidium capense), міомбову синицю (Melaniparus pallidiventris), рудочереву синицю (Melaniparus rufiventris), міомбового сорокопуда (Lanius souzae), ангольського скеляра (Monticola angolensis), міомбового мерла (Lamprotornis elisabeth), рудоголового кромбека (Sylvietta ruficapilla), краплистоволу мухоловку (Muscicapa boehmi), міомбову альзаколу (Cercotrichas barbata), міомбову зебринку (Calamonastes undosus), чорносмугу жовтобрюшку (Eremomela atricollis), малавійського ткачика (Ploceus olivaceiceps), мозамбіцького ткачика (Ploceus bertrandi) та майже ендемічного танзанійського дятла (Dendropicos stierlingi). Серед рідкісних птахів, що зустрічаються в регіоні, слід відзначити білошийого журавля (Grus carunculata), степового боривітра (Falco naumanni) та лучного деркача (Crex crex).
Герпетофауна екорегіону є єдиною групою тварин з відносно високим рівнем ендемізму. Серед поширених в регіоні плазунів слід відзначити нільського крокодила (Crocodylus niloticus) та ендемічну плямисту пласку ящірку (Platysaurus maculatus).

## Збереження
Близько 155 682 км², або 32,3 % площі екорегіону, є заповідними територіями. Природоохоронні території включають: Мисливський резерват Селус, Національний парк Ньєрере, Національний парк Руаха та Національний парк Мікумі в Танзанії, а також Ньяський заповідник та Національний парк Кірімбас в Мозамбіку.